# Blastobasis yuccaecolella
Blastobasis yuccaecolella é uma espécie de mariposa do gênero Blastobasis pertencente à família Coleophoridae.